# Khami
El Monumento Nacional de las Ruinas de Khami, a 15 km al oeste de Bulawayo, capital de la provincia de Matabelelandia Septentrional, en el sur de Zimbabue, corresponde a las ruinas de una ciudad real que se desarrolló después del Gran Zimbabue y fue abandonada a mediados del siglo XVI. El descubrimiento de objetos de Europa y de China revelan que Khami fue un importante centro comercial durante un largo período. Por su gran significado para la historia del hombre, este lugar fue inscrito por la Unesco en el año 1986 en la lista de los sitios que son Patrimonio de la Humanidad. 
Khami era la capital del estado de los torwa, el Reino de Butua, entre los siglos XV y XVII, formado por refugiados tras la caída del Primer Estado de Zimbabue. El mambo (rey) ocupaba la parte más alta de la ciudad, una ciudadela bien protegida y rodeada por las residencias de los aristócratas, mientras que las clases trabajadoras vivían fuera de la zona amurallada. Las casas de los ricos estaban construidas sobre plataformas formadas por paredes macizas de piedra, rellenas de tierra y ornamentadas con hematita y grafito. 
La parte norte del complejo, sobre una colina, contiene la ciudadela real, donde se encontró un pequeño tesoro, en una plataforma semicircular en la cima de tres terrazas. El principal acceso a esta plataforma estaba cubierto por un tejado de adobe, cuyos soportes se encuentran todavía en pie.
Las ruinas del sur de Khami contienen varias estructuras interesantes: terrazas de tierra que se piensa que habrían servido como corrales; muy cerca, el mujejeje, una piedra resonante que toca como una campana; y la hermosamente decorada muralla con seis metros de altura y 60 de longitud de la Plataforma del Precipicio, con un diseño ajedrezado a lo largo de toda su extensión.
La comunidad de Khami floreció hasta su invasión por los pueblos Ndebele de Mzilikazi durante la década de 1830. A partir de este momento, la ciudadela fue conservada como reserva real – un lugar sagrado y secreto, escondido de los ojos de los Europeos - hasta 1893, cuando Lobengula tuvo que huir de las hordas de colonos y el complejo pasó a las manos de los ladrones legales de la Compañía de las Antiguas Ruinas de Rodesia (Rhodesia Ancient Ruins Company).

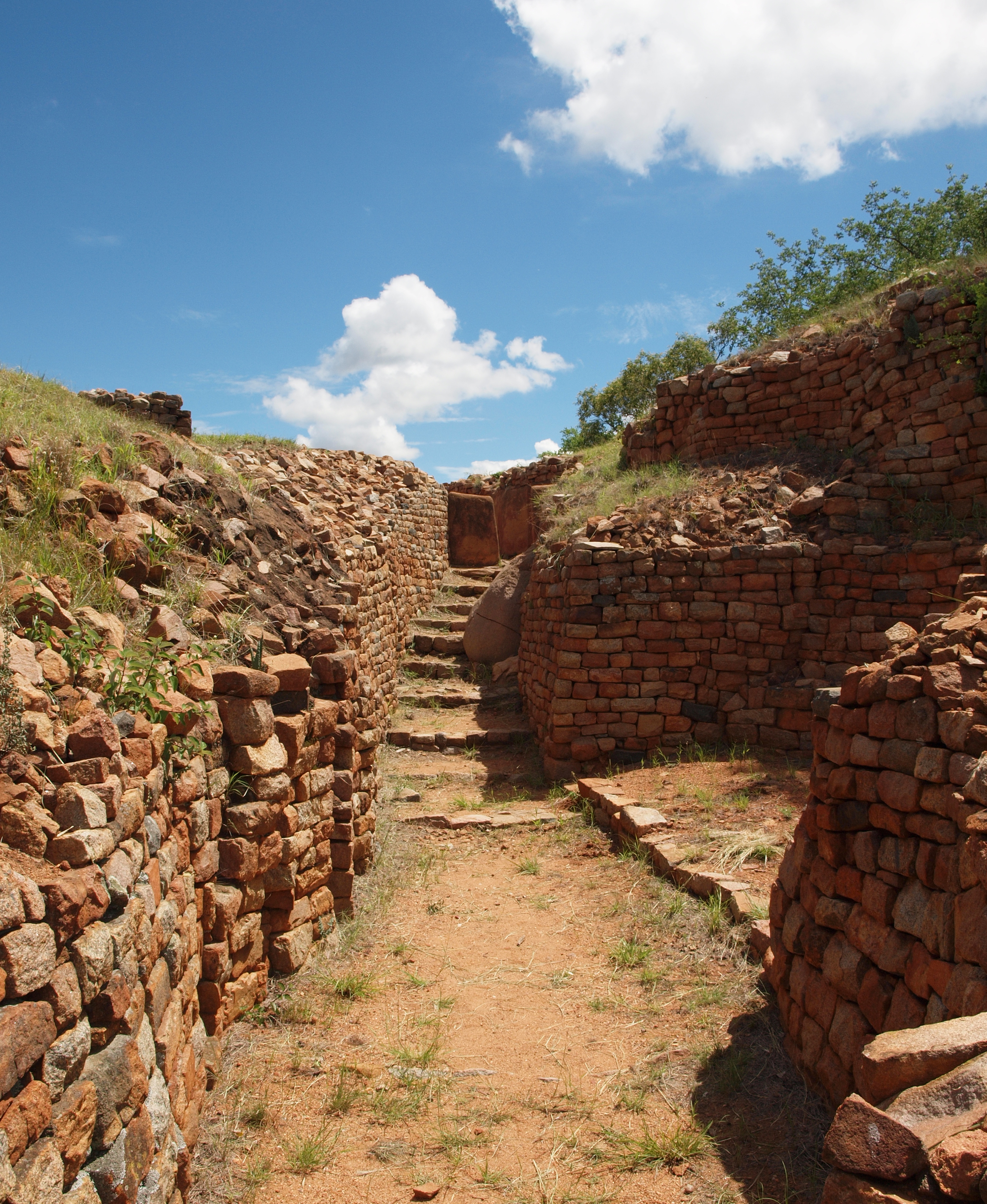
Una parte de las ruinas de Khami